# Xylena brunnea
Xylena brunnea là một loài bướm đêm trong họ Noctuidae.